# Nelson Acosta
Nelson Acosta, vollständiger Name Nelson Bonifacio Acosta López, (* 12. Juni 1944 oder 1. Juli 1953 in Paso de los Toros) ist ein ehemaliger uruguayischer Fußballspieler und derzeitiger -trainer. Seit 1984 besitzt er zudem die chilenische Staatsbürgerschaft.

## Spielerlaufbahn

### Verein
Acosta, der in uruguayischen Binnenland in Paso de los Toros geboren wurde und während seiner ersten 14 Lebensjahre in Estación Francia als Sohn des örtlichen Bahnhofvorstehers mit seinen Eltern und fünf Geschwistern aufwuchs, spielte zunächst für den Verein Colón in Paso de los Toros, wo er ab seinem 14. Lebensjahr ebenfalls bei der Bahn arbeitete. Sodann zog er nach Montevideo und begann seine sportliche Karriere auf Vereinsebene 1970 zunächst beim dortigen Verein Huracán Buceo. Von dort wechselte der seit seiner Kindheit ebenso wie fast seine gesamte restliche Familie dem Erzrivalen Nacional Montevideo als Fan verbundene Acosta 1972 zu Peñarol Montevideo. Hier konnte er dreimal (1973, 1974, 1975) den Gewinn der uruguayischen Meisterschaft feiern. Ab 1977 bis zu seinem Karriereende 1984 spielte er noch bei den chilenischen Vereinen Everton de Viña del Mar (1977), O’Higgins (1978–1981), Arturo Fernández Vial (1982–1984) und Lota Schwager (1984).

### Nationalmannschaft
In der uruguayischen Nationalmannschaft debütierte er am 10. Februar 1971 und absolvierte insgesamt bis zum 28. April 1976 fünf Länderspiele. Ein Tor erzielte er dabei nicht. Er nahm mit dem uruguayischen Team an der Copa América 1975 teil.

## Trainerlaufbahn
In seiner Laufbahn als Trainer betreute er in drei Amtszeiten die chilenische Fußballnationalmannschaft (1993, 1996–2001 und 2005–2007). Er war Übungsleiter der Chilenen bei der Copa América 2007. Dort scheiterte sein Team im Viertelfinale. Zudem führte er die La Roja zur Teilnahme an der Fußball-Weltmeisterschaft 1998, bei der seine Mannschaft im Achtelfinale gegen Brasilien ausschied, sicherte mit ihr den Gewinn der Bronze-Medaille bei den Olympischen Sommerspielen 2000 in Sydney und betreute sie ebenfalls im Rahmen der WM-Qualifikation zum Turnier 2006. Dazwischen trainierte er von 2003 bis 2004 weniger erfolgreich die Auswahl Boliviens. Als Vereinstrainerstationen stehen für ihn Arturo Fernández Vial (1984 bis 1988), O’Higgins (1988 bis 1991), Unión Española (1992), der mexikanische Verein Cruz Azul, den er in der Saison 1992/93 bis zum 17. Spieltag coachte, erneut Unión Española (1993 bis 1996) und Cobreloa (2002 bis 2003 und 2004 bis 2005) zu Buche. Mit Unión Española gewann er dabei in den Jahren 1992 und 1993 jeweils die Copa Chile. Bei seiner ersten Station in Cobreloa holte er mit seinem Team den Sieg im Torneo Apertura 2003. Im September 2007 übernahm er die Trainingsleitung beim seinerzeit in Abstiegsgefahr befindlichen Verein Everton de Viña del Mar und führte den Club zur Halbserien-Meisterschaft im Torneo Apertura 2008. Nach seiner Mitte Oktober 2010 endenden Zeit bei Everton besetzte er ab Dezember 2010 erneut den Trainerstuhl Cobreloas, ausgestattet mit einem Zweijahresvertrag endete seine abermalige Amtszeit bei den Chilenen bereits im April 2012, nachdem er zuvor angekündigt hatte, seinen Vertrag nicht verlängern zu wollen und sein Team sich zudem in einer sportlichen Krise befand. Im Mai 2012 unterschrieb er als Nachfolger Carlos Ischias beim ecuadorianischen Verein Deportivo Quito. Bereits rund drei Monate und sechs absolvierte Partien später schied er dort jedoch Ende Juli 2012 wieder aus dem Amt. Im Januar 2014 übernahm er erneut das Traineramt bei Everton in Chile. Seine dortige Amtszeit endete, nachdem er den Abstieg des Vereins in die Primera B nicht vermeiden konnte, bereits im Mai desselben Jahres. Ab dem 14. Oktober 2014 folgte ein Engagement als Trainer bei Deportes Iquique, dessen Mannschaft zu diesem Zeitpunkt den vorletzten Tabellenplatz in der Apertura 2014 belegte. Im September 2015 endete eine Trainertätigkeit bei den Chilenen.

## Erfolge
als Spieler
- 3× Uruguayischer Meister: 1973, 1974, 1975

als Trainer
- Bronzemedaille Olympische Sommerspiele: 2000
- WM-Qualifikation und Erreichen des WM-Achtelfinals mit Chile: 1998
- 2× Chilenischer Meister: 2003-A und 2008-A
- 2× Copa Chile: 1992 und 1993